# Oanțu
Oanțu – wieś w Rumunii, w okręgu Neamț, w gminie Pângărați. W 2011 roku liczyła 918 mieszkańców.